# أنطوني فلو
أنطوني جيرارد نيوتن فلو (بالإنجليزية: Antony Flew) (11 فبراير 1923 - 08 أبريل 2010)
فيلسوف بريطاني، اشتهر بكتاباته في فلسفة الأديان. كان فلو طوال حياته ملحدا وألف العديد من الكتب التي تنكر وجود الإله، غير أنه وفي آخر حياته ألف كتابا نسخ كل كتبه السابقة وقد تجاوزت ثلاثين كتابًا تدور حول فكرة الإلحاد، بعنوان: هنالك إله. وقد تعرض لحملة تشهير ضخمة من المواقع الإلحادية في العالم وذلك لأنه ولخمسين عامًا كان يعتبر من أهم منظري الإلحاد في العالم، تميز فلو بعلميته في الطرح واستشهاده بقوانين الطبيعة لإثبات آرائه، وقد بدأ يتخلى عن الإلحاد بعد تفحص عميق للأدلة  ثم أعلن ما اعتبر صدمة قوية في وسط الفكر الإلحادي في العالم تحوله إلى الفكر الربوبي.
فلو كان تلميذ خريج لجلبرت رايل، بارز في فلسفة اللغة العادية. كل من فلو ورايل من بين العديد من الفلاسفة أكسفورد انتقدا بشدة كتاب الكلمات والأشياء لإرنست غلنر (1959). مناظرة 1954 مع مايكل دوميت على السببية المتخلفة كانت علامة بارزة مبكرة في مهنة فلو.
لمدة عام (1949-1950)، كان فلو محاضرا في الفلسفة في كنيسة المسيح في أكسفورد. من 1950 إلى 1954 كان محاضرا في جامعة أبردين، ومن 1954 إلى 1971 كان أستاذا للفلسفة في جامعة كيل. أصبح أستاذا في جامعة كالجاري، 1972-1973.
تزوج فلو في 28 حزيران 1952. وكان لديه ابنتان. توفي فلو في 8 أبريل 2010، حينما كانت تتم رعايته في مرفق الرعاية الممتدة في ريدنج، إنكلترا، حيث كان يعاني من الخرف.

## حياته
فلو، ابن الوزير/اللاهوتي الميتودي روبرت نيوتن فلو (1886-1962) وزوجته وينفريد جيرارد (1887-1982)، ولد في لندن. تلقى تعليمه في مدرسة (سانت فيث) بكامبردج تليها مدرسة (كينجز وود) ب باث. ويقال انه قد استنتج من سن 15 سنة عدم وجود الله. وخلال الحرب العالمية الثانية درس اليابانية في مدرسة الدراسات الشرقية والأفريقية، جامعة لندن، وكان ضابط مخابرات في سلاح الجو الملكي. بعد فترة بالخدمات المشتركة في القسم الطوبوغرافي في أكسفورد، وقد تم ارساله إلى حديقة بارك في يونيو 1944.

## ملحد بارز
خلال المرحلة الجامعية حضر فلو الاجتماعات الأسبوعية لنادي سي. إس. لويس السقراطي بشكل منتظم. وعلى الرغم من أنه وجد لويس «رجل عاقل وبارز» و«إلى حد بعيد أقوى المدافعين المسيحيين على مدى السنوات الستين أو أكثر بعد تأسيسه لهذا النادي»، لكنه لم يكن مقتنعا بحجة لويس عن الأخلاق كما وجدها في المسيحية المجردة. انتقد فلو العديد من البراهين الفلسفية الأخرى لوجود الله. وخلص إلى ان الحجة الوجودية على وجه الخصوص فشلت لأنها تقوم على فرضية أن مفهوم الكينونة يمكن اشتقاقها من مفهوم الخير. فقط النماذج العلمية لالمجادلة الغائية أعجبت فلو بشكل حاسم.
خلال فترة مشاركته في النادي السقراطي، كتب فلو أيضا مقال "اللاهوت والتزوير"، والذي جادل بأن الادعاءات حول الله لا معنى لها حيث لا يمكن اختبارها من حيث الحقيقة أو البطلان. على الرغم من نشرها في البداية في مجلة جامعية، جاءت المقالة ليتم طبعها على نطاق واسع ومناقشتها في وقت لاحق، في الله والفلسفة (1966) و"فرضية الإلحاد (1976، وأعيد طبعه عام 1984)، جادل فلو بأن ينبغي للمرء أن يفترض الإلحاد حتى يظهر دليل على وجود الله. كان أيضا ينتقد فكرة الحياة بعد الموت والدفاع عن مشكلة الشر من خلال الإرادة الحرة. في عام 1998، ناظر الفيلسوف المسيحي وليام لين كرايغ على وجود الله.

## تعديل وجهات النظر

#### التحول إلى الربوبية
في مناسبات عدة، بدءا من عام 2001، انتشرت شائعات تدعي أن فلو تحول من الإلحاد إلى الربوبية. نفى فلو هذه الشائعات على موقع (الشبكة العلمانية) عبر الإنترنت.
في يناير 2004 فلو وغاري هابرماس، صديقه وخصمه الفلسفي، شاركوا وأجروا حوار حول القيامة في كلية الفنون المتعددة بجامعة كاليفورنيا. خلال بضعة مناقشات هاتفية بعد وقت قصير من ذلك الحوار، أوضح فلو لهابرماس أنه ينظر في أن يصبح مؤمنا. في حين لم يغير موقفه في ذلك الوقت، استنتج أن بعض الاعتبارات الفلسفية والعلمية تدفعه للقيام ببعض من إعادة التفكير بجدية. ووصف موقفه بأن الإلحاد واقف في نقطة توتر مع عدة علامات استفهام كبيرة.
في مقابلة عام 2004 (نشرت 9 ديسمبر)، فلو الذي أصبح 81 عاما، قال إنه أصبح ربوبيا. في المقالة ذكر أنه قد تخلى عن اعتناقه الطويل للإلحاد من خلال تأييد الربوبية التي نادى بها توماس جفرسون بينما السبب، أساسا في نوع حجج التصميم، يؤكد لنا أن هناك إله، ولكن ليس هناك مجال لأي وحي إلهي خارق أو أي تدخلات من الله والأفراد من البشر. ذكر فلو أن «الحجج الأكثر إثارة للإعجاب لوجود الله هي تلك التي تدعمها الاكتشافات العلمية الحديثة»، وأن «حجة التصميم الذكي أقوى بشكل كبير عما كانت عليه عندما عرفها للمرة الأولى». أجاب أيضا بالإيجاب على سؤال هابرماس، «هل من الحجج التوحيدية الكبرى، مثل الكونية، الغائية والمعنوية والوجودية، تلك فقط المثيرة للإعجاب حقا أن تأخذ الأشكال العلمية الغائية لتكون حاسمة؟». قال أنه يؤيد فكرة (الإله الأرسطي) مع «خصائص القوة والذكاء أيضا»، مشيرا إلى أن الأدلة أصبحت أقوى من أي وقت مضى. ورفض فكرة الآخرة، ورفض أن الله هو مصدر الخير (كان ينص صراحة على أن الله قد خلق «الكثير من» الشر)، ورفض قيامة يسوع كحقيقة تاريخية، على الرغم من سماحه بفصل قصير يدافع عن قيامة المسيح بأن يضاف إلى كتابه الأخير.
كان فلو معاديا بشكل خاص للإسلام، وقال انه «يفضل وصفه بالطريقة الماركسية كأيدولوجية توحيد وتبرير تخص الإمبريالية العربية». في لقاء ديسمبر 2004 قال: «أنا أفكر في إله يختلف كثيرا عن إله المسيحية وبعيدا جدا عن إله الإسلام، لأن الاثنين يصوران على حد سواء كما لو أنهما طغاة قاهرون شرقيون، كصدام حسين كوني».

## مؤلفاته
- هناك إله (2007)

## روابط خارجية
- أنطوني فلو على موقع الموسوعة البريطانية (الإنجليزية)
- أنطوني فلو على موقع إن إن دي بي (الإنجليزية)